# Venceslau Brás
Venceslau Brás Pereira Gomes (Brazópolis, 26 febbraio 1868 – Itajubá, 15 maggio 1966) è stato un avvocato e politico brasiliano, presidente del Brasile dal 15 novembre 1914 al 15 novembre 1918.

## Biografia
Nel 1914-1915 dovette affrontare la “Rivolta dei Sergenti”: soffocata, segnò comunque una scissione tra i vertici militari e la base dell'esercito, insofferente della corruzione del sistema “caffè e latte” e preludio al Movimento Tenentista degli anni '20.
Il suo governo dichiarò guerra agli Imperi centrali nell'ottobre 1917 facendo entrare così il Brasile nella prima guerra mondiale dalla parte alleata. La sua morte a 98 anni lo rende il capo di Stato brasiliano più longevo di sempre.